# Thilachium monophyllum
Thilachium monophyllum är en kaprisväxtart som beskrevs av Hadj Moust. Thilachium monophyllum ingår i släktet Thilachium och familjen kaprisväxter. Inga underarter finns listade i Catalogue of Life.